# Hiperony
Hiperony (z gr. hyper "ponad") – bariony zawierające przynajmniej jeden kwark dziwny (s), ale niezawierające kwarku powabnego (c) ani kwarku b. Zaliczane są w związku z tym do cząstek dziwnych.
Hiperony mają masy większe od masy nukleonu, ale mniejsze niż dwa nukleony.

## Charakterystyka
Hiperony są hadronami, a więc cząstkami oddziałującymi silnie. Są one fermionami, więc posiadają spin połówkowy i podlegają statystyce Fermiego-Diraca. Jako bariony są one zbudowane z kwarków. W przypadku hiperonów są to kwarki lekkie, w tym co najmniej jeden kwark s; cząstki zawierające cięższe kwarki (c, b) nie są nazywane hiperonami.
Hiperony są cząstkami nietrwałymi, o czasach życia od 10−20 do 10−10 sekundy. Zazwyczaj rozpadają się na protony lub neutrony i mezony. Swobodne neutrony i mezony są cząstkami nietrwałymi, więc ulegają dalszemu rozpadowi.

## Rodzaje hiperonów

Dekuplet barionowy.
Grupa cząstek (barionów) o całkowitym spinie 3/2, zawierających w swoim składzie kwarki u, d i s. Sześć cząstek położonych najniżej, to hiperony.

Hiperony różnią się dziwnością i ładunkiem elektrycznym, co wynika z ich składu kwarkowego. Najlżejszy hiperon lambda (Λ0) rozpada się przez oddziaływanie słabe, co wiąże się z jego względnie długim czasem życia (~10-10 s), który umożliwia połączenie z nukleonami budując twór podobny do jądra atomowego (hiperjądro). Odkryto również hiperjądra z cięższym hiperonem Σ-.
Istnieją hiperony o symbolach Λ0, Σ, Ξ oraz Ω− (w kolejności wzrostu masy) i kilka ich stanów rezonansowych.

## Badania nad hiperonami
Pierwsze badania dotyczące hiperonów podjęto już w latach 50. XX wieku. Badania te przyczyniły się do stworzenia przez fizyków klasyfikacji cząstek elementarnych, których odkryto w tamtym okresie bardzo wiele.
Istnienie hiperonu Ω− zostało przewidziane teoretycznie, zanim został zaobserwowany. Cząstka ta posiada dziwność równą -3, więc aby mogła ona się rozpaść na proton lub neutron (cząstki te nie posiadają dziwności), musi zajść kilka słabych rozpadów z wymianą zapachu.
Teoria Murraya Gell-Manna, wiążąca znane wówczas bariony z reprezentacją grupy SU(3), przewidywała istnienie takiej właśnie cząstki. Gell-Mann opracował swoją klasyfikację cząstek w 1962 roku (nazywając ją ośmioraką ścieżką – ang. Eightfold Way), a wkrótce znalazła ona potwierdzenie. W trakcie badań przeprowadzonych w 1964 roku przy użyciu akceleratora cząstek RHIC, znajdującego się w Brookhaven National Laboratory w USA, zaobserwowano właśnie hiperony Ω−.
Obecnie badania nad hiperonami prowadzone są w laboratoriach na całym świecie, m.in. w CERN-ie, laboratoriach Fermilab, SLAC, Laboratorium Jeffersona, Brookhaven National Laboratory, KEK i innych. Fizycy skupiają się na badaniach dotyczących łamania symetrii przy rozpadach, pomiaru spinu i badania stanów wzbudzonych hiperonów, oraz poszukiwaniach hipotetycznych cząstek takich jak np. pentakwark.